# Taťjana Lysenková (atletka)
Taťjana Viktorovna Lysenková, rusky Татьяна Викторовна Лысенко (* 9. října 1983 Batajsk, Rostovská oblast) je ruská atletka, dvojnásobná mistryně světa a mistryně Evropy v hodu kladivem. Ve své disciplíně celkově čtyřikrát posunula hodnotu světového rekordu. Ten poslední, jehož hodnota byla 78,61 m ji však byl později anulován kvůli pozitivnímu dopingovému nálezu. V roce 2014 se provdala za svého trenéra Nikolaje Běloborodova a přijala jeho jméno.
La Gazzetta dello Sport přinesla v květnu 2016 zprávu, že při opakovaném testu vzorků z olympiády v Londýně byl prokázán doping, což by znamenalo třetí pozitivní nález. Pokud by při testu B vzorku byl nález potvrzen, znamenalo by to ztrátu olympijského zlata, druhého titulu mistryně světa a rovněž doživotní zákaz účasti ve sportovních soutěžích.
V říjnu téhož roku ji byla zlatá medaile z LOH 2012 odebrána.

## Kariéra
První výrazné úspěchy na mezinárodní scéně zaznamenala v roce 2003, kdy obsadila páté místo na mistrovství Evropy do 23 let v Bydhošti a na světové letní univerziádě v jihokorejském Tegu. Na letních olympijských hrách 2004 v Athénách nepřekonala kvalifikační limit a do finále nepostoupila.

### Světové rekordy
15. července 2005 na mítinku v Moskvě překonala po necelých šesti letech světový rekord Rumunky Mihaely Melinteové. Jeho hodnotu vylepšila na Memoriálu Vladimira Kuce o 99 centimetrů na 77,06 m. O necelý měsíc později vybojovala na světovém šampionátu v Helsinkách bronzovou medaili, když její nejdelší výkon měřil 72,46 m.
12. června 2006 světové maximum Lysenkové vzala její krajanka Gulfija Chanafejevová, která na domácím šampionátu v Tule poslala kladivo do vzdálenosti 77,26 m. O dvanáct dní později však byla držitelkou světového rekordu znovu Lysenková, která na Memoriálu bratří Znamenských ve městě Žukovskij posunula hodnotu historického maxima o dalších 15 centimetrů na 77,41 m. 8. srpna se stala v Göteborgu novou mistryní Evropy. K titulu by ji stačil každý z jejich pěti finálových hodů (74,85 m, 73,00 m, 76,67 m, 72,35 m, 73,37 m). 15. srpna 2006 v estonském Tallinnu vylepšila vlastní světový rekord o 39 centimetrů na 77,80 m.

### Doping
Počtvrté v kariéře vytvořila světový rekord 26. května 2007 v Soči, kde vlastní maximum vylepšila o dalších 81 centimetrů na 78,61 m. 20. července 2007 však byla atletka obviněna z dopingu. Pozitivní dopingový nález měla mít podle ruských médií 9. května po mimosoutěžní kontrole v Moskvě, kde se v jejím těle objevily stopy látky s protiestrogenovou aktivitou, která blokuje ženské hormony. Podle trenéra Nikolaje Beloborodova se zakázaná látka do těla Lysenkové mohla dostat z nápoje s velkým obsahem umělých barviv. Očekávaný dvouletý trest Lysenkové potvrdila IAAF 20. května 2008. V trestu byla kladivářka od 15. července 2007 do 14. července 2009. Zároveň ji byly anulovány všechny její výsledky, kterých dosáhla od 9. května 2007.
V dubnu 2015 jí byla kvůli dopingu pozastavena činnost. Podle ruských médií odhalil doping zpětný test vzorku z mistrovství světa 2005 v Helsinkách. Za opakovaný doping hrozí atletce doživotní trest.

### Návrat
Po návratu obsadila 6. místo na MS v atletice 2009 v Berlíně. O rok později získala stříbrnou medaili na evropském šampionátu v Barceloně, kde měřil její nejdelší pokus 75,65 m. Ještě významnějšího úspěchu dosáhla v roce 2011 na světovém šampionátu v Tegu, kde se stala mistryní světa. K titulu ji dopomohl hod dlouhý 77,13 m, ale ke zlatu ji stačily rovněž výkony z první (76,80 m) a druhé série (77,09 m). Stříbro získala držitelka světového rekordu Němka Betty Heidlerová za 76,06 m.